# Washington Coliseum

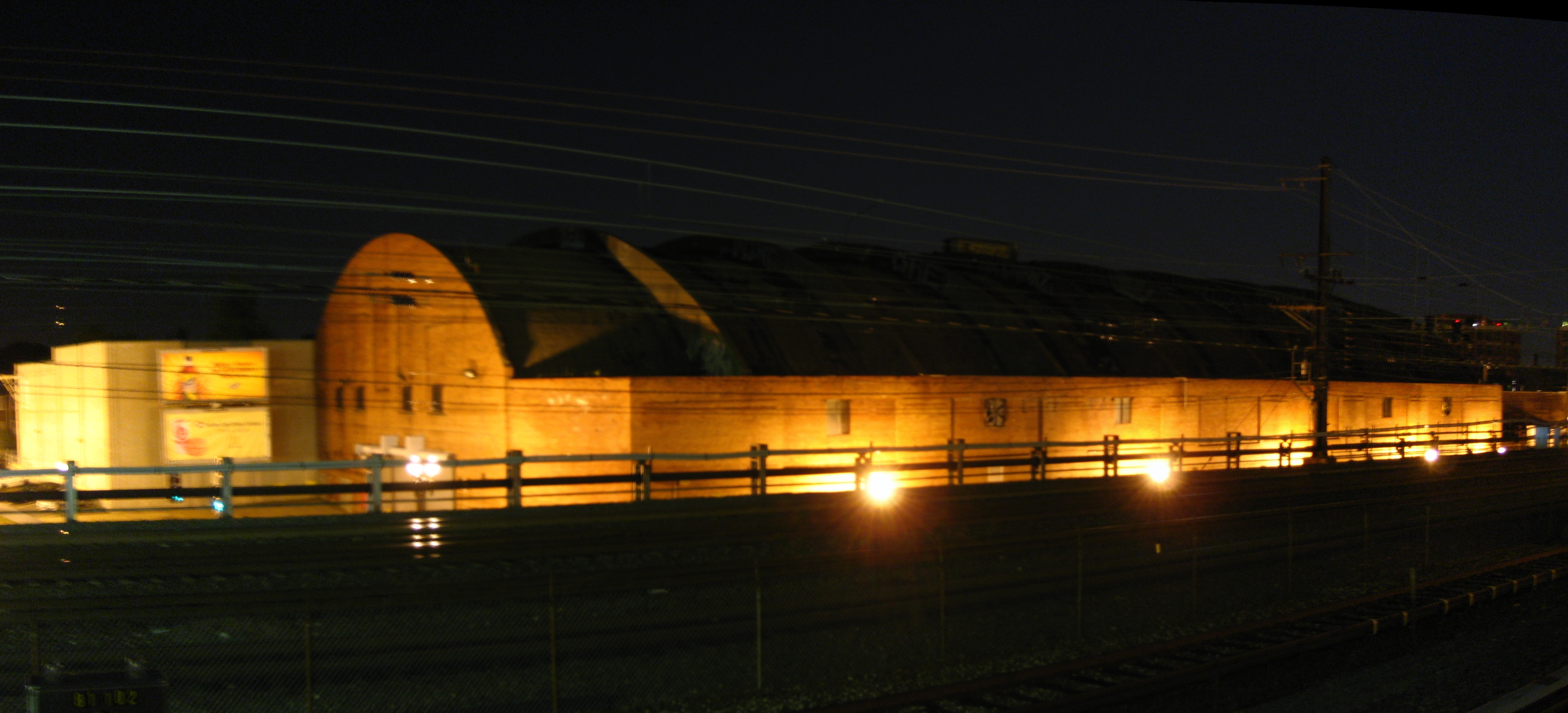
Washington Coliseum de nuit

Le Washington Coliseum (anciennement Uline Arena) est une ancienne salle de sport et de spectacle située à Washington (district de Columbia).
C'est la salle où eut lieu le premier concert des Beatles aux États-Unis en février 1964,.

## Historique
La salle a ouvert ses portes en 1941, c'était à l'origine une patinoire. Elle a été rachetée en 1959 pour 1 million de $. Elle a servi par la suite de salle de basket-ball pour l'équipe des Capitols de Washington. Il y eut des concerts jusqu'en 1967, dont le premier concert des Beatles sur le territoire américain, le 11 février 1964, suivi par plus de 8 000 personnes. L'acoustique y était particulièrement mauvaise.
La salle a été utilisée comme prison provisoire en 1971 pour des opposants à la guerre du Viêt Nam. Elle a par la suite servi de parking pour automobiles.
Le bâtiment a été sauvé de la destruction en 2003 et a été inscrit sur le registre des lieux d'intérêt historiques.